# Лопес де Бертодано (формація)
64°00′ пд. ш. 57°24′ зх. д. / 64° пд. ш. 57.4° зх. д.
Формація Лопес де Бертодано — геологічне утворення на островах Джеймса Росса поблизу Антарктичного півострова. Відкладення датуються кінцем пізньої крейди (верхній-нижній маастрихтський ярус) до данського ярусу нижнього палеоцену, приблизно від 70 до 65,5 млн років тому, перетинаючи межу крейди та палеогену.

## Межа крейда-палеоген
Межа крейди та палеогену (K–Pg) виходить на острів Сеймур у верхніх рівнях формації Лопес де Бертодано. Невелика (але значна) іридієва аномалія, що виникає на кордоні з островом Сеймур — це осад від ударного кратера Чиксулуб у Мексиканській затоці. Безпосередньо над межею лежить шар розчленованих скам'янілостей риб, які стали жертвами порушеної екосистеми одразу після удару. Численні звіти описують докази кліматичних змін в Антарктиді до масового вимирання, але ступінь, до якої вони вплинули на морське біорізноманіття, обговорюється науковцями. Ґрунтуючись на колекціях морських скам'янілостей з острова Сеймур, нещодавня робота підтвердила, що в цей час в Антарктиді, як і в нижчих широтах, відбулося серйозне масове вимирання.

## Клімат
Під час маастрихту острів Сеймур лежав у межах Антарктичного полярного кола приблизно на ~65° південної широти. Хімічні дослідження ізотопів кисню-18, знайдених в черепашках і бентосних форамініферах, розрахували середні глибинні та глибоководні температури океану в середньому 6 °C (43 °F) з коливаннями 4—12 °C (39—54 °F); одне з тих самих досліджень також припустило, що температура поверхні моря могла бути нижчою, можливо, опускаючись нижче точки замерзання та іноді утворюючи морський лід. Крім того, дослідження з використанням даних, отриманих з ліпідів древніх бактеріальних мембран, показало трохи вищу температуру 12 ± 5 °C (54 ± 9 °F) близько 66 млн років. Тим не менш, ці розрахункові клімати характеризують переважно прохолодні помірні середовища з можливими субполярними та теплими епізодами.

## Вміст копалин
Формація Лопес де Бертодано забезпечила багато скам'янілостей флори, динозаврів і птахів. Також у пласті знайдено перше викопне яйце з Антарктиди, Antarcticoolithus.
Рештки динозаврів належать до скам'янілостей, які були знайдені з утворення, і включають принаймні дві, а ймовірно, цілих шість ліній безсумнівно сучасних птахів: одна пов'язана з водоплавними птахами, примітивний береговий птах або споріднена форма, 1–2 види можливих гагар, великий і, можливо, нелітаючий птах, що належить до вимерлої на сьогодні лінії, а також частково череп, який може належати або до менших видів, або представляють ще один вид. Формація також містить багату фауну викопних безхребетних, включаючи двостулкових молюсків, черевоногих молюсків і головоногих (амонітів і наутілоїдів).
У групі риб формації Лопес де Бертодано переважали Enchodus та ichthyodectiformes, на які припадало 21,95 % і 45,6 % місцевого різноманіття риб відповідно. З решти відсотків піщані акули становили 10,5 %, коров'яча акула Notidanodon 6,8 %, химери 3,9 %, пилкові акули 2,7 %, інші костисті риби 2,4 %, а решта 6 % були поділені між іншими акулами, такими як Paraorthacodus, плащоносні акули, Protosqualus і Cretalamna.

### Хребетні

##### Птахотазові
| Птахотазові, зареєстровані з формації Лопес де Бертодано | Птахотазові, зареєстровані з формації Лопес де Бертодано | Птахотазові, зареєстровані з формації Лопес де Бертодано | Птахотазові, зареєстровані з формації Лопес де Бертодано                   | Птахотазові, зареєстровані з формації Лопес де Бертодано | Птахотазові, зареєстровані з формації Лопес де Бертодано |
| Рід                                                      | Види                                                     | Член/Місцезнаходження                                    | матеріал                                                                   | Опис                                                     | Зображення                                               |
| -------------------------------------------------------- | -------------------------------------------------------- | -------------------------------------------------------- | -------------------------------------------------------------------------- | -------------------------------------------------------- | -------------------------------------------------------- |
| Elasmaria                                                | Невизначений                                             | Член Sandwich Bluff                                      | CM 93790, права прокс. ІІ плесна; Rt. прокс. IV плесна; ліва прокс. фібула |                                                          |                                                          |
| Elasmaria                                                | Невизначений                                             | Член Sandwich Bluff                                      | МЛП 98-І-10-70, фаланга                                                    | Також розглядається Ornithischia Indet                   |                                                          |
| Hadrosauridae                                            | Невизначений                                             | Сендвіч-Блафф, острів Вега                               | Ізольований щоковий зуб, МЛП 98-І-10-1.                                    | Перші залишки гадрозавра в Антарктиді                    |                                                          |
| Hadrosauridae                                            | Невизначений                                             | Острів Сеймур                                            | MLP 96-1-6-2, дистальний кінець плеснової кістки                           | Перші залишки гадрозавра в Антарктиді                    |                                                          |
| Parankylosauria                                          | Невизначений                                             | Член Sandwich Bluff                                      | Права фаланга IV, CM93791 і остеодерма                                     |                                                          |                                                          |

##### Тероподи
| Тероподи з Lopez de Bertodano Formation | Тероподи з Lopez de Bertodano Formation | Тероподи з Lopez de Bertodano Formation | Тероподи з Lopez de Bertodano Formation | Тероподи з Lopez de Bertodano Formation | Тероподи з Lopez de Bertodano Formation |
| Таксон                                  | Види                                    | Розташування                            | Матеріал | Опис | Image                                   |
| --------------------------------------- | --------------------------------------- | --------------------------------------- | --- | --- | --------------------------------------- |
| Сивкоподібні                            | Indeterminate                           | Cape Lamb                               | Частковий скелет | |                                         |
| Conflicto                               | C. antarcticus                          | Seymour Island                          | MLP 07-III-1-1, a тривимірний збережений частково повний скелет | Гусеподібний птах |                                         |
| Гагароподібні                           | Indeterminate                           | VEG IAA 2/98, Isla Vega                 | MLP 98-I-10-47, MLP 98-I-10-50, MLP 98-I-10-52, MLP 98-I-10-76: тарсометатарзус; MLP 98-I-10-59: діафіз зліва великогомілкової кістки; MLP 98-I-10-51: проксимальний кінець лівої стегнової кістки; MLP 98-I-10-48: дистальний кінець лівого гомілки; MLP 98-I-10-60 і MLP 98-I-10-61: дистальний кінець і часткові фаланги стопи. | Дуже схожий на Gavia immer |                                         |
| Cf.Гагароподібні                        | Indeterminate                           | VEG IAA 2/98, Isla Vega                 | MLP 98-I-10-54, MLP 98-I-10-27: передплюсна; MLP 98-I-10-53: дистальний кінець лівого гомілки; MLP 98-I-10-49 дистальний кінець правої великогомілкової кістки | Дуже схожий на Gavia immer |                                         |
| Megaraptora                             | Indeterminate                           | Sandwich Bluff, Cape Lamb               | SDSM 159537, верхня щелепа | Має довгасті та вузькі альвеоли зубів, які зустрічаються у мегарапторів                                                                                        |                                         |
| Megaraptora                             | Indeterminate                           | Sandwich Bluff, Cape Lamb               | SDSM 9918, ліва верхня щелепа | Має довгасті та вузькі альвеоли зубів, які зустрічаються у мегарапторів                                                                                        |                                         |
| Neornithes                              | Indeterminate                           | Sandwich Bluff, Cape Lamb               | Частковий череп | Споріднення не встановлено, череп довжиною приблизно 5–6 см |                                         |
| Polarornis                              | P. gregorii                             | Sandwich Bluff, Seymour Island          | Частково череп і скелет | Вегавіїд невідомого походження. Можливо, більш примітивна форма з сильною здатністю до польоту та легшими кістками                                             |                                         |
| Polarornis                              | P.? sp.                                 | Sandwich Bluff, Cape Lamb               | Частковий скелет, включно з крилами й задніми кінцівками | Вегавіїд невідомого походження. Можливо, більш примітивна форма з сильною здатністю до польоту та легшими кістками                                             |                                         |
| Polarornis                              | Cf. P. sp.                              | Sandwich Bluff, Cape Lamb               | MN 7833-V, дистальний відділ передплесна | Вегавіїд невідомого походження. Можливо, більш примітивна форма з сильною здатністю до польоту та легшими кістками                                             |                                         |
| Polarornis                              | P. sp.                                  | IAA 10/13, Marambio Island              | MLP 96-I-6-2, неповний скелет | Вегавіїд невідомого походження. Можливо, більш примітивна форма з сильною здатністю до польоту та легшими кістками                                             |                                         |
| Vegavis                                 | V. iaai                                 | Lower Sandwich Bluff                    | неповний скелет | Гусеподібний птах |                                         |
| Vegavis                                 | V. sp.                                  | Plesiosaur Papoose, Cape Lamb           | Ізольована стегнова кістка | Спочатку ідентифікований як скам'янілість карфіамоподібних, але згодом переосмислений як скам'янілість безіменного представника великого птаха з роду Vegavis. |                                         |
| Vegavis                                 | Cf. V. sp.                              | Sandwich Bluff, Cape Lamb               | MN 7832-V, синсакрум | |                                         |
| Vegaviidae                              | Indeterminate                           | Seymour Island                          | [ 19 ] | |                                         |
| Theropoda                               | Indeterminate                           | Sandwich Bluff, Cape Lamb               | фрагменти | |                                         |

#### Риби

##### Кісткові риби
| Кісткова риба, знайдена з формації Лопес де Бертодано | Кісткова риба, знайдена з формації Лопес де Бертодано | Кісткова риба, знайдена з формації Лопес де Бертодано | Кісткова риба, знайдена з формації Лопес де Бертодано | Кісткова риба, знайдена з формації Лопес де Бертодано | Кісткова риба, знайдена з формації Лопес де Бертодано |
| Рід                                                   | Види                                                  | Член/Місцезнаходження                                 | Матеріал | Опис                                                  | Зображення                                            |
| ----------------------------------------------------- | ----------------------------------------------------- | ----------------------------------------------------- | --- | ----------------------------------------------------- | ----------------------------------------------------- |
| Antarctiberyx                                         | A. seymouri                                           | Острів Сеймур                                         | TTU P9210. Погано збережена передня частина черепа з частковим прикріпленням зубів                                                                                               | Представник Beryciformes                              |                                                       |
| Enchodus                                              | E. sp.                                                | Острів Сеймур                                         | Один піднебінний зуб, МЛП 12-ХІ-29-43; п'ять зубів, МЛП 12-XI-29-25 до 28; один зуб, МЛП 12-ХІ-29-53; тридцять п'ять зубів, МЛП 12-ХІ-29-55; п'ятдесят три зуба, МЛП 12-ХІ-29-56 | Представник Enchodontidae                             |                                                       |
| Ichthyodectiformes                                    | Невизначений                                          | Острів Сеймур                                         | Один зуб, МЛП 12-ХІ-29-21; дев'яносто чотири зуби, МЛП 12-ХІ-29-38; тринадцять зубів, МЛП 12-ХІ-29-51; сімдесят вісім зубів, МЛП 12-ХІ-29-52; один зуб, МЛП 12-ХІ-29-54.         |                                                       |                                                       |
| Pachycormidae                                         | Невизначений                                          | Острів Сеймур                                         | Ізольовані та фрагментарні промені хвостового плавця, MLP 13XI-29-57. |                                                       |                                                       |

##### Хордові
| Chondrichthyes recorded from Lopez de Bertodano Formation | Chondrichthyes recorded from Lopez de Bertodano Formation | Chondrichthyes recorded from Lopez de Bertodano Formation | Chondrichthyes recorded from Lopez de Bertodano Formation | Chondrichthyes recorded from Lopez de Bertodano Formation | Chondrichthyes recorded from Lopez de Bertodano Formation |
| Рід                                                       | Види                                                      | Розташування                                              | Матеріал | Опис                                                      | Image                                                     |
| --------------------------------------------------------- | --------------------------------------------------------- | --------------------------------------------------------- | --- | --------------------------------------------------------- | --------------------------------------------------------- |
| Callorhinchus                                             | C. sp.                                                    | Seymour Island                                            | Зуби | Химера                                                    |                                                           |
| Carcharias                                                | cf. C. sp.                                                | Seymour Island                                            | Два лівих верхніх бічних зуба зі збереженням однієї кореневої гілки та бічного дентикула, МЛП 13-ХІ-29-35, МЛП 13-ХІ-29-37; один правий верхній бічний зуб із збереженням однієї кореневої гілки та бічного зубця, MLP 13-XI-29-36; кілька осколкових зубів, MLP 13-XI29-4, MLP13-XI-29-44 до 46, MLP13-XI-29-16, MLP 13-XI-29-13 до 14. | Піщана акула                                              |                                                           |
| «Cretalamna»                                              | «C. appendiculata»                                        | Seymour Island                                            | Один латеральний нижній зуб без верхівки коронки, дистального латерального зубця та дистальної гілки кореня, MLP 13XI-29-47; один передній верхній зуб без дистальної гілки кореня, дистального латерального зубця та верхівки коронки, MLP 13-XI-29-2                                                                                   | Отодонтидна акула                                         |                                                           |
| Lamniformes                                               | Indeterminate                                             | Seymour Island                                            | Чотири коронки, MLP 13-XI-29-30. |                                                           |                                                           |
| Notidanodon                                               | N. sp.                                                    | Seymour Island                                            | Зуби | Багатозяброва акула                                       |                                                           |
| Notidanodon                                               | ?N. sp.                                                   | Seymour Island                                            | Зуби | Багатозяброва акула                                       |                                                           |
| Paraorthacodus                                            | P. sp.                                                    | Seymour Island                                            | Чотири фрагментарні зуби, MLP 13-XI-29-8, MLP 13XI-29-18, MLP 13-XI-29-31, and MLP 13-XI-29-32. | Paraorthacodontidae                                       |                                                           |
| Propristiophorus                                          | aff. P. sp.                                               | Seymour Island                                            | Три фрагментарні ростральні шипи, MLP 13-XI-2939, MLP 13-XI-29-40, і MLP 13-XI-29-41. | Пилконоса акула                                           |                                                           |
| Protosqualus                                              | P. sp.                                                    | Seymour Island                                            | Два бічні, майже повні зуби, MLP 13-XI29-9, MLP 13-XI-29-33; один латерально-задній, повний зуб, MLP 13-XI-29-10 | Катранова акула                                           |                                                           |
| Sphenodus                                                 | S. sp.                                                    | Seymour Island                                            | Зуби | Orthacodontidae                                           |                                                           |
| Sphenodus                                                 | S. sp.                                                    | Seymour Island                                            | Два фрагментарних зуба, MLP 13-XI-29-20, MLP 13-XI-29-11 | Orthacodontidae                                           |                                                           |
| Xampylodon                                                | X. diastemacron                                           | Filo Negro Section, Klb 9                                 | MN 7825-V (голотип), неповний задньобоковий зуб нижньої щелепи, зберігся лише його передній відділ. | Багатозяброва акула                                       |                                                           |

#### Плазуни

##### Еласмозаври
| Elasmosaurs recorded from Lopez de Bertodano Formation | Elasmosaurs recorded from Lopez de Bertodano Formation | Elasmosaurs recorded from Lopez de Bertodano Formation | Elasmosaurs recorded from Lopez de Bertodano Formation | Elasmosaurs recorded from Lopez de Bertodano Formation | Elasmosaurs recorded from Lopez de Bertodano Formation |
| Рід                                                    | Види                                                   | Розповсюдження                                         | Матеріал | Опис                                                   | Зображення                                             |
| ------------------------------------------------------ | ------------------------------------------------------ | ------------------------------------------------------ | --- | ------------------------------------------------------ | ------------------------------------------------------ |
| Aristonectes                                           | A. parvidens                                           | Seymour Island                                         | Частковий посткраніальний скелет (MLP 89-III-3-1) | Гігантський еласмозавр                                 |                                                        |
| Aristonectes                                           | A. sp                                                  | Sandwich Bluff, Cape Lamb                              | MLP 11-I-1-15, хвостовий хребець | Гігантський еласмозавр                                 |                                                        |
| Aristonectes                                           | A. sp                                                  | Seymour Island                                         | TTU.P.9219 (голотип черепа та шийних хребців) | Гігантський еласмозавр                                 |                                                        |
| Elasmosauridae                                         | Indeterminate                                          | SW corner, Seymour Island                              | MLP 82-I-28-1, неповний скелет, що складається з 15 шийних, трьох грудних, 21 спинного, трьох крижових і 22 хвостових хребців, майже повної задньої лівої кінцівки, деяких спинних ребер, неповних коракоїдів і фрагментів лопаток                                                                                              |                                                        |                                                        |
| Elasmosauridae                                         | Indeterminate                                          | SW corner, Seymour Island                              | ZPAL R.8, грудний, спинний і хвостовий центри хребців, стегнова кістка, великогомілкова кістка та фрагменти плечової кістки, лопатки та сідничної кістки |                                                        |                                                        |
| Elasmosauridae                                         | Indeterminate                                          | Seymour Island                                         | TTU P 9240; спинні, крижові та хвостові хребці, кінцівки та фрагменти весла |                                                        |                                                        |
| Elasmosauridae                                         | Indeterminate                                          | Seymour Island                                         | SGO.PV.6523, посткраніальні рештки однієї дорослої особини, включаючи залишки 9 середньо-задніх шийних хребців (6 з них зберегли частини свого центру), праву лопатку, кілька фрагментів ребер і гастралії та одну фалангу. |                                                        |                                                        |
| Elasmosauridae                                         | Indeterminate                                          | Seymour Island                                         | TTU P 9238; part частина шиї, уламки ребер, окремі лопатки та гастроліти |                                                        |                                                        |
| Elasmosauridae                                         | Indeterminate                                          | Seymour Island                                         | TTU P 9239; ізольовані хребці, кістки кінцівок, елементи весла та ребра |                                                        |                                                        |
| Elasmosauridae                                         | Indeterminate                                          | Seymour Island                                         | IAA Pv 443, неповний скелет, що включає симфіз нижньої щелепи та частину правої та лівої гілок нижньої щелепи, шийний і дорсальний центри, неповну плечову кістку, променеву, ліктьову, проміжну, радіальну та дистальну частини зап'ястя 1, 2 þ 3 та 4, інше фрагментарні посткраніальні кістки та пов'язані з ними гастроліти |                                                        |                                                        |
| Euelasmosaurida                                        | Indeterminate                                          | Sandwich Bluff, Cape Lamb                              | CM 93780; лівий і правий лобок і сіднична кістка: MLP 15-I-7-8, ліва клубова кістка і невизначені фрагменти |                                                        |                                                        |
| Marambionectes                                         | M. molinai                                             | Seymour Island                                         | Частково зчленований неповний скелет, включаючи матеріал черепа, багато хребців, ребра, клубову кістку, кістки кінцівок (права плечова та ліктьова кістка, стегнова кістка) і гастроліти (IAA-Pv 752) | weddellonectian elasmosaur                             |                                                        |
| Morturneria                                            | M. seymourensis                                        | Seymour Island                                         | кілька шийних хребців, права плечова кістка, майже повна ліва передня кінцівка без проксимального кінця плечової кістки та ліва стегнова кістка (TTU P9217) | еласмозавр                                             |                                                        |
| Weddellonectia                                         | Indeterminate                                          | Sandwich Bluff, Cape Lamb                              | MLP 15-I-7-48, права плечова кістка, ліктьова кістка, ліктьова кістка, проміжний відділ, дистальний зап'ястковий I, дистальний зап'ястковий II+III, гороподібна, фаланги та одне ребро |                                                        |                                                        |
| Weddellonectia                                         | Indeterminate                                          | Seymour Island                                         | MLP 14-I-20-16, 2 шийних хребців, 3 грудних хребців, 11 спинних хребців, 1 крижовий хребець, 11 хвостових хребців, права стегнова кістка, великогомілкова кістка, малогомілкова кістка та мезоподіальні елементи, фрагменти грудного та тазового поясів та гастролітів                                                          |                                                        |                                                        |

##### Мозазаври
| Mosasaurs recorded from Lopez de Bertodano Formation | Mosasaurs recorded from Lopez de Bertodano Formation | Mosasaurs recorded from Lopez de Bertodano Formation | Mosasaurs recorded from Lopez de Bertodano Formation | Mosasaurs recorded from Lopez de Bertodano Formation | Mosasaurs recorded from Lopez de Bertodano Formation |
| Рід                                                  | Види                                                 | Розташування                                         | Матеріал | Description                                          | Image                                                |
| ---------------------------------------------------- | ---------------------------------------------------- | ---------------------------------------------------- | --- | ---------------------------------------------------- | ---------------------------------------------------- |
| Antarcticoolithus                                    | A. bradyi                                            | Seymour Island.                                      | Скам'яніла яєчна шкаралупа. | A mosasaur.                                          |                                                      |
| Kaikaifilu                                           | K. hervei                                            | Seymour Island                                       | Кілька неповних частин черепа, щелепна кістка, 30 ізольованих зубів і часткова ліва плечова кістка (SGO.PV.6509) | A tylosaurine mosasaur                               |                                                      |
| Liodon                                               | L sp.                                                | Vega Island Sandwich Bluff                           | MLP 98-I-10-1 фрагмент верхньої щелепи; MLP 98-I-10-12/15/23 зуби | A Mosasauridae mosasaur                              |                                                      |
| Liodon                                               | L sp.                                                | Seymour Island                                       | DJ.952.266, зуби | A Mosasauridae mosasaur                              |                                                      |
| Mosasauridae                                         | Indeterminate                                        | Bahía Fósiles                                        | MLP 80-I-1-1, шийний хребець; MLP 80-I-1-2, фрагмент нижньої щелепи; MLP 80-I-1-3, фрагмент черепа; MLP 82-I-28-2, хребець; MLP 82-I-3-1/4, чотири каудальні центри |                                                      |                                                      |
| Mosasauridae                                         | Indeterminate                                        | Seymour Island                                       | DJ.957.133, 18 частково зчленованих хвостових хребців, чотири з яких мають поперечний відросток, і DJ.957.505 хвостовий хребець |                                                      |                                                      |
| Mosasauridae                                         | Indeterminate                                        | Filo Negro Section                                   | MLP 82-I-26-1, мілковий хребець |                                                      |                                                      |
| Mosasauridae                                         | Indeterminate                                        | Seymour Island                                       | IAA-Pv 819, майже повна права плечова кістка. |                                                      |                                                      |
| Mosasauridae                                         | Indeterminate                                        | Seymour Island                                       | MLP 82-I-5-1, фрагменти хребців і ребер |                                                      |                                                      |
| Mosasaurus                                           | aff. M. hoffmanni                                    | Seymour Island                                       | DJ.1053.10, великий фрагментарний череп | A Mosasauridae mosasaur                              |                                                      |
| Mosasaurus                                           | M. sp.                                               | Seymour Island                                       | DJ.1020.2-A, DJ.1020.2-B і DJ.1053.14- A, зуби; MLP 83-X-12-2, хвостовий хребець; MLP 92-XII-30, фрагменти черепа, включно з одним зубом і відносно коротким, медіально звуженим надостепедіальним відростком квадрата                                                                             | A Mosasauridae mosasaur                              |                                                      |
| Mosasaurus                                           | M. sp.                                               | Seymour Island                                       | MLP 15-I-24-41, частина черепа, включаючи частково фронтальну, праву заочноямкову, тім'яну, правий квадрат, правий задній кінець базисуфеноіда, правий короноїд, правий кутовий, селезінковий і правий надкутний, зламаний крайовий зуб і кілька крилоподібних зубів були пов'язані з цим зразком. | A Mosasauridae mosasaur                              |                                                      |
| Plioplatecarpus                                      | P. sp.                                               | Seymour Island                                       | DJ.1020.2-C, DJ.1020.2-H і DJ.952.266, зуби | A Mosasauridae mosasaur                              |                                                      |
| Plioplatecarpus                                      | P. sp.                                               | Quebrada de la Foca muerta                           | MLP 79-I-1/20, кілька хребців | A Mosasauridae mosasaur                              |                                                      |
| Tylosaurinae                                         | Indeterminate                                        | Bahía Fósiles                                        | MLP 87-II-7-1, a хребець; MLP 86-X-28-7, передній відділ хвостового хребця |                                                      |                                                      |
| Tylosaurinae                                         | Indeterminate                                        | Seymour Island                                       | DJ.956.41, два або три хвостових хребця |                                                      |                                                      |
| Tylosaurinae                                         | Indeterminate                                        | Filo Negro Section                                   | lam. II, 7-8, a хребець |                                                      |                                                      |

### Інші скам'янілості
Амоніти
| Амоніти, зареєстровані з формації Лопес де Бертодано | Амоніти, зареєстровані з формації Лопес де Бертодано | Амоніти, зареєстровані з формації Лопес де Бертодано | Амоніти, зареєстровані з формації Лопес де Бертодано | Амоніти, зареєстровані з формації Лопес де Бертодано | Амоніти, зареєстровані з формації Лопес де Бертодано |
| Рід                                                  | Види                                                 | Член/Місцезнаходження                                | Матеріал                                             | Опис                                                 | Зображення                                           |
| ---------------------------------------------------- | ---------------------------------------------------- | ---------------------------------------------------- | ---------------------------------------------------- | ---------------------------------------------------- | ---------------------------------------------------- |
| Diplomoceras                                         | D. cylindraceum                                      |                                                      |                                                      | Амоніт у формі скріпки.                              |                                                      |
| Gaudryceras                                          | G. seymouriense                                      |                                                      |                                                      |                                                      |                                                      |
| Grossouvrites                                        | G. joharae                                           |                                                      |                                                      |                                                      |                                                      |
| Kitchinites                                          | К. laurae                                            |                                                      |                                                      |                                                      |                                                      |
| Maorites                                             | M. densicostatus                                     |                                                      |                                                      |                                                      |                                                      |
| Pachydiscus                                          | P. (Pachydiscus) ultimus                             |                                                      |                                                      |                                                      |                                                      |
| Pseudophyllites                                      | P. cf. loryi                                         |                                                      |                                                      |                                                      |                                                      |
| Zelandites                                           | Z. varuna                                            |                                                      |                                                      |                                                      |                                                      |

Інші безхребетні
| Безхребетні, зареєстровані з формації Лопес де Бертодано | Безхребетні, зареєстровані з формації Лопес де Бертодано | Безхребетні, зареєстровані з формації Лопес де Бертодано | Безхребетні, зареєстровані з формації Лопес де Бертодано | Безхребетні, зареєстровані з формації Лопес де Бертодано | Безхребетні, зареєстровані з формації Лопес де Бертодано |
| Рід                                                      | Види                                                     | Член/Місцезнаходження                                    | Матеріал                                                 | Опис                                                     | Зображення                                               |
| -------------------------------------------------------- | -------------------------------------------------------- | -------------------------------------------------------- | -------------------------------------------------------- | -------------------------------------------------------- | -------------------------------------------------------- |
| Eutrephoceras                                            | E. dorbignyanum                                          |                                                          |                                                          |                                                          |                                                          |
| Cyathocidaris                                            | C. nordenskjoldi                                         |                                                          |                                                          |                                                          |                                                          |
| Cyathocidaris                                            | C. patera                                                |                                                          |                                                          |                                                          |                                                          |
| Rotularia                                                | R. fallax                                                |                                                          |                                                          |                                                          |                                                          |

Флора
- Antarctoxylon juglandoides
- Eucryphiaceoxylon eucryphioides
- Myrceugenelloxylon antarcticus